# Kurdwanówka
Kurdwanówka (ukr. Курдибанівка, Kurdybaniwka) – wieś na Ukrainie, w obwodzie tarnopolskim, w rejonie czortkowskim. W 2001 roku liczyła 23 mieszkańców. Wchodzi w skład przewłockiej rady wiejskiej.

## Historia
Juliusz Leopold Franciszek Korytowski w 1865 zaślubił Wandę z Młockich, właścicielkę dóbr ziemskich Kurdwanówka, Bielawińce, Petlikowce Nowe, Petlikowce Stare, córkę Franciszka i Sabiny z Dziokowskich herbu Trąby z odmianą.
Po zakończeniu I wojny światowej, od listopada 1918 Kurdwanówka znajdowała się w Zachodnioukraińskiej Republice Ludowej (ZURL). Pobliski Buczacz do 4 czerwca 1919 znajdował się w ZURL, a tego dnia miasto zostało wyzwolone przez oddziały 4. Dywizji Piechoty. Podczas ofensywy czortkowskiej Buczacz znajdował się ponownie w ZURL przez krótki czas (od 10 czerwca) do końca czerwca 1919.
W II Rzeczypospolitej miejscowość stanowiła początkowo samodzielną gminę jednostkową. 1 sierpnia 1934 roku w ramach reformy na podstawie ustawy scaleniowej została włączona do zbiorowej gminy wiejskiej Petlikowce Stare w powiecie buczackim, w województwie tarnopolskim.
W 1944 r. nacjonaliści ukraińscy z OUN - UPA zamordowali tu 7 Polaków.
W czasie okupacji niemieckiej mieszkające tutaj dwie ukraińskie rodziny Czajkowskich udzielały schronienia Żydom. Po wojnie Instytut Jad Waszem uhonorował za to tytułami Sprawiedliwych wśród Narodów Świata Stepana i Hannę Czajkowskich (2003 rok) oraz Pawła, Teofiłę i Wołodymyra Czajkowskich (2011 rok).